# Thizica
Thizica (łac. Diocesis Thizicensis) – stolica historycznej diecezji w Cesarstwie rzymskim w prowincji Afryka Prokonsularna, sufragania metropolii Kartagina. Współcześnie w Tunezji. Obecnie katolickie biskupstwo tytularne.

## Biskupi tytularni
| Lp. | Biskup                  | Funkcja                                                                             | Od             | Do            |
| --- | ----------------------- | ----------------------------------------------------------------------------------- | -------------- | ------------- |
| 1   | Edwin Bernard Broderick | biskup pomocniczy Nowego Jorku (USA)                                                | 8 marca 1967   | 19 marca 1969 |
| 2   | Alfonso Nava Carreón    | biskup pomocniczy Sucre (Boliwia)                                                   | 26 maja 1969   | 18 marca 1990 |
| 3   | Edwin O’Brien           | biskup pomocniczy Nowego Jorku (USA)                                                | 6 lutego 1996  | 7 marca 1998  |
| 4   | Louis Dicaire           | biskup pomocniczy Montrealu później biskup pomocniczy Saint-Jean-Longueuil (Kanada) | 18 lutego 1999 | 19 lipca 2020 |
| 5   | Fernando Ortega Ortega  | biskup pomocniczy Cuenca (Ekwador)                                                  | 9 czerwca 2023 |               |